# Nostromo
Nostromo. Opowieść z wybrzeża (ang. Nostromo, a Tale of the Seaboard) – powieść Josepha Conrada, wydana w 1904 roku.

## Tytuł
Nostromo – pseudonim jednego z bohaterów (wł. nostro uomo – nasz człowiek).

## Podłoże historyczne
Joseph Conrad, pisząc powieść, korzystał z własnych doświadczeń zdobytych podczas podróży do Ameryki Środkowej i Południowej; ponadto na treść utworu miało wpływ oderwanie się w 1903 roku Panamy od Kolumbii.

## Fabuła powieści
Akcja powieści rozgrywa się w II poł. XIX wieku w portowym mieście Sulaco, leżącym w Zachodniej Prowincji w fikcyjnym latynoskim państwie Costaguana.
Po latach dyktatur wojskowych, wojen domowych i rewolucji oraz słabych i skorumpowanych rządów Republika Costaguany wkracza w okres rozwoju i stabilizacji. Sulaco dzięki pobliskim pokładom srebra i budowie kolei staje się najzamożniejszą prowincją kraju. Konserwatywni politycy z partii blancos na czele z don José Avellanosem, wspierani finansowo przez zamożnego Charlesa Goulda, popierają nowego prezydenta don Vincente Ribierę.
Niestety następuje przewrót wojskowy, kierowany przez braci Montero. Prezydent zostaje obalony i ucieka z kraju, zaś władzę obejmuje populistyczne stronnictwo monterystów. W Sulaco wybuchają zamieszki ludowe, zaś część miejscowych elit ogłasza secesję Zachodniej Republiki.
W obawie przed puczystami Nostromo i Marcin Decoud mają przewieźć za granicę znaczną ilość srebra należącego do Charlesa Goulda. Jednakże podczas podróży ich kuter zostaje staranowany przez parowiec, skarb wraz z Decoudem pozostaje na jednej z przybrzeżnych wysp, zaś Nostromo po wielu perypetiach dociera do wojsk wiernych władzom w Sulaco. Prowincja zostaje wyzwolona z rąk monterystów przez połączone siły gen. Barriosa, miejscowych Kreolów, partyzantów Hernandeza i górników z kopalni w San Tomè. Sulaco uzyskuje niepodległość i staje się państwem o stabilnym systemie demokratycznym, jednak nadal istnieją w nim napięcia społeczne.

## Niektórzy bohaterowie
- Antonia Avellanos – córka, a zarazem prawa ręka don José Avellanosa, narzeczona Marcina Decoud.
- don José Avellanos – jeden z najznamienitszych obywateli Republiki Costaguana, były poseł nadzwyczajny na dworach europejskich, był więziony w czasach dyktatury Guzmana Bento, autor "Historii pięćdziesięciu lat nierządu", faktyczny przywódca partii blancos; zmarł w obozie powstańców.
- Pablo Ignatio Barrios – jednooki costaguański generał, alkoholik i oryginał, bohater walk o niepodległość Sulaco.
- Ojciec Corbelan – pochodził z arystokratycznej rodziny, misjonarz, biskup, kardynał, szwagier José Avellanosa, jeden z przywódców ruchu niepodległościowego w Sulaco, protektor Hernandeza.
- Martin Decoud – cynik, bywalec paryskich salonów i bulwarów, którego odmienia miłość do Antonii Avellanos, redaktor "Porvenir", jeden z inicjatorów secesji Sulaco; ukrywa się wraz ze srebrem na bezludnej wyspie, przeżywa załamanie nerwowe i popełnia samobójstwo.
- Fuentes – deputowany Zgromadzenia Prowincjonalnego, przechodzi na stronę gen. Montero, zostaje szefem administracji cywilnej puczystów w Sulaco.
- Gamacho – oszust i morderca, polityk, deputowany Zgromadzenia Prowincjonalnego, przechodzi na stronę gen. Montero, dowódca gwardii narodowej.
- Charles Gould – Anglik urodzony w Costaguanie, jego stryj został rozstrzelany za działalność opozycyjną w czasie dyktatury Guzmana Bento, administrator kopalni srebra w San Tomé, zwany był "Królem Sulaco", sąsiad i przyjaciel don José Avellanosa, wspiera finansowo blancos.
- Emilia Gould – żona Charlesa Goulda, powszechnie lubiana i szanowana.
- Hernandez – rolnik przymusowo wcielony do wojska, dezerter z armii costaguańskiej, przywódca zbrojnej bandy, po ułaskawieniu walczy o niepodległość Sulaco, później minister wojny Zachodniej Republiki.
- Joshua C. Holroyd – bogaty amerykański finansista, wspólnik Charlesa Goulda, rzecznik ekspansji USA w Ameryce Łacińskiej i protektor protestanckich misji.
- don Juste Lopez – przewodniczący Zgromadzenia Prowincjonalnego, poddał się puczystom, następnie prezydent Zachodniej Republiki.
- Joseph Mitchell – Brytyjczyk, szef placówki Kompanii Parowej Żeglugi Oceanicznej (O.S.N.) w Sulaco, po przejściu na emeryturę powraca do Wielkiej Brytanii.
- Pedrito Montero – brat Pedro Montero, szpiegował w Paryżu costaguańskich emigrantów, wielbiciel II Cesarstwa Francuskiego, organizator puczu, po śmierci brata ucieka z Costaguany.
- Pedro Montero – Mulat, generał costaguański, przyczynił się do zwycięstwa don Vincente Ribiery w wojnie domowej, za co został mianowany ministrem wojny Costaguany; następnie wraz z bratem obalił prezydenta Ribierę, wprowadził dyktaturę wojskową i ogłosił się cesarzem; zabity przez brata kochanki.
- Dr Monygham – brytyjski lekarz, dawny więzień polityczny, podczas śledztwa okrutnie torturowany (odtąd stale utykał), sarkastyczny cynik, nielubiany przez mieszkańców Sulaco, zakochany w Emilli Gould.
- Nostromo (wł. Giovanni Battista Fidanza) – młody Genueńczyk, zbiegły marynarz, przywódca pracowników portowych w Sulaco (capataz de cargadores), pracował dla kapitana Mitchella, przyjaciel Giorgio Violi, cieszył się ogromna sławą wśród mieszkańców miasta ze względu na swoją prawość i charyzmę. Wraz z Marcinem Decoud brał udział w ukryciu srebra przed zwolennikami gen. Montero, jednak przywłaszczył sobie część skarbu, dzięki czemu znacznie się wzbogacił. Nawiązuje romans z Gizellą Viola, mimo że obiecał małżeństwo jej starszej siostrze, Lindzie. Zastrzelony przez Giorgio Violę na wyspie Wielka Izabela.
- don Pepé – dawny wojskowy, zarządca kopalni srebra w San Tomé.
- Ksiądz Roman – kapelan w kopalni srebra w San Tomé, przyjaciel don Pepé.
- Sotillo – sadystyczny pułkownik costaguański, przeszedł na stronę monterystów, poszukiwał ukrytego srebra; zginął zabity przez podwładnego.
- Giorgio Viola zw. Garibaldino – dawny podwładny J. Garibaldiego, weteran walk o zjednoczenie Włoch i rewolucji południowoamerykańskich, przyjaciel Nostroma – zabija go przez pomyłkę.
- Giselle i Linda Viola – córki Giorgio Violi, w młodszej Gizelli był zakochany Nostromo.
- Teresa Viola – żona Giorgio Violi, kochała Nostroma jak syna, jednak w stosunku do niego była opryskliwa.

## Recepcja
W 1998 wydawnictwo Modern Library umieściło powieść na 47. miejscu na liście 100 najlepszych powieści anglojęzycznych XX wieku. Znalazła się także na liście 100 najlepszych książek Norweskiego Klubu Książki.

## Ekranizacje powieści
- The Silver Treasure – film z 1926 roku w reżyserii Rowlanda V. Lee.
- Joseph Conrad's Nostromo – miniserial z 1996 roku w reżyserii Alastaira Reida.

## Nawiązania do powieści
- USCSS Nostromo – fikcyjny kosmiczny frachtowiec w filmie Obcy – ósmy pasażer Nostromo.
- USS Sulaco – okręt piechoty morskiej w filmie Obcy – decydujące starcie.
- Juan Gabriel Vásquez: Historia secreta de Costaguana.
- Nostromo Chasma – dolina ryftowa na Charonie, księżycu Plutona.